# Міжнародний рік креативної економіки для сталого розвитку
Міжнародний рік креативної економіки для сталого розвитку був оголошений в 2019 році Організацією Об'єднаних Націй на 74 сесії Генеральної Асамблеї ООН 2021.

## Історія
Міжнародний рік проголошено на Генеральній Асамблеї ООН 2019 року (резолюція A/RES/74/198) за запитом Індонезії за підтримки Австралії, Китаю, Індії, Монголії, Філіппін та Таїланду. В резолюції, крім іншого, наголошується на важливості створення умов для розвитку креативної економіки й людського капіталу та підтримання країн, що розвиваються, у диверсифікації виробництва та експорту, наголошується на особливому значенні синергії підприємства та творчості.

## Цілі
Цілями проведення міжнародного року були сприяння стійкому та інклюзивному економічному зростанню, стимулювати інновації та надавати можливості, переваги та розширення прав і можливостей для всіх.